# Bez skazy (serial telewizyjny)
Bez skazy (org. Nip/Tuck) – amerykański serial telewizyjny stacji FX, opowiadający o dwóch chirurgach plastycznych. Główni bohaterowie, doktor Christian Troy i jego przyjaciel doktor Sean McNamara, są właścicielami jednej z prywatnych klinik położonych w Miami. Bohaterowie to przyjaciele ze studiów.

## Opis fabuły
- Pierwszy sezon to budowanie prywatnej praktyki, walka z nieetyczną konkurencją i poznanie bohaterów serialu.
- Sezon drugi to głównie rozterki bohaterów. Małżeństwo Seana i Julii rozpada się. Pojawiają się romanse. Istotne znaczenie ma „trenerka życiowa”, którą Julia zatrudnia, by pomóc synowi Mattowi w jego codziennych problemach. Sezon drugi kończy się pojawieniem się dramatycznego „Rzeźnika” (The Carver), który atakuje ludzi pięknych: modelki i osoby poddające się operacjom plastycznym.
- Trzeci sezon, to głównie rozwiązywanie zagadki „Kim jest Rzeźnik?”. Aby ją rozwiązać, z Wielkiej Brytanii przybywa piękna pani detektyw Kit McGraw. Nową postacią jest także poznany w ostatnim odcinku drugiego sezonu Dr. Costa, który zostaje współpracownikiem spółki McNamara/Troy.
- Czwarty sezon to dylematy bohaterów i próba odpowiedzenia sobie na pytanie kim są, czego oczekują od siebie i od życia.

## Obsada
- Sean McNamara – Dylan Walsh
- Christian Troy – Julian McMahon
- Julia McNamara – Joely Richardson
- Matt McNamara – John Hensley
- Liz Cruz – Roma Maffia
- Gina Russo – Jessalyn Gilsig
- Grace Santiago – Valerie Cruz
- Quentin Costa – Bruno Campos
- Kimber Henry – Kelly Carlson
- Ava  – Famke Janssen
- Detektyw Kit McGraw – Rhona Mitra

## Sezony
Premiera w USA
- Sezon 1 - 23 lipca 2003
- Sezon 2 - 22 czerwca 2004
- Sezon 3 - 20 września 2005
- Sezon 4 - 5 września 2006
- Sezon 5 cz.1 - 30 października 2007
- Sezon 5 cz.2 - 6 stycznia 2008
- Sezon 6 (ostatni) - 14 października 2009

Premiera w Polsce (TVN)
- Sezon 1 - 13 kwietnia 2005
- Sezon 2 - 14 lipca 2005
- Sezon 3 - 6 marca 2007
- Sezon 4 - 11 lutego 2008
- Sezon 5 -

Powtórna emisja w Polsce (TVN 7)
- Sezon 1 - 18 kwietnia 2008
- Sezon 2 - 5 września 2008
- Sezon 3 - 3 kwietnia 2009
- Sezon 4 - 16 października 2009

## Oryginalne tytuły odcinków

### Sezon pierwszy
1. Pilot
2. Mandi/Randi
3. Nanette Babcock
4. Sofia Lopez
5. Kurt Dempsey
6. Megan O’Hara
7. Cliff Mantegna
8. Cara Fitzgerald
9. Sofia Lopez Part II
10. Adelle Coffin
11. Montana/Sassy/Justice
12. Antonia Ramos
13. Escobar Gallardo

### Sezon drugi
1. Erica Noughton
2. Christian Troy
3. Manya Mabika
4. Mrs. Grubman
5. Joel Gideon
6. Bobbi Broderick
7. Naomi Gaines
8. Agatha Ripp
9. Rose and Raven Rosenberg
10. Kimber Henry
11. Natasha Charles
12. Julia McNamara
13. Oona Wentworth
14. Trudy Nye
15. Sean McNamara
16. Joan Rivers

### Sezon trzeci
1. Momma Boone
2. Kiki
3. Alex, Derek & Gary
4. Rhea Reynolds
5. Granville Trapp
6. Frankenlaura
7. Ben White
8. Tommy Bolton
9. Hannah Tedesco
10. Madison Berg
11. Abby Mays
12. Sal Perri
13. Joy Kringle
14. Cherry Peck
15. Quentin Costa

### Sezon czwarty
1. Cindy Plumb
2. Blu Mondae
3. Monica Wilder
4. Shari Noble
5. Dawn Budge
6. Faith Wolper
7. Burt Landau
8. Conor McNamara
9. Liz Cruz
10. Merrill Bobolit
11. Conor McNamara, 2026
12. Diana Lubey
13. Reefer
14. Willy Ward
15. Gala Gallardo

### Sezon piąty część pierwsza
1. Carly Summers
2. Joyce & Sharon Monroe
3. Everett Poe
4. Dawn Budge II
5. Chaz Darling
6. Damien Sands
7. Dr Joshua Lee
8. Duke Collins
9. Rachel Ben Natan
10. Magda and Jeff
11. Kyle McKenzie
12. Lulu Grandiron
13. August Walden
14. Candy Richards

### Sezon piąty część druga
1. Ronnie Chase
2. Gene Shelley
3. Roxy St. James
4. Raul Leveaux
5. Manny Skerrit
6. Budi Sabri
7. Allegra Calderella
8. Giselle Moreau & Legend Chandler

### Sezon szósty
1. Andy Hoberman
2. Enigma
3. Briggite Reinholt
4. Jenny Juggs
5. Abigail Sullivan
6. Alexis Stone
7. Alexis Stone II
8. Lola Wlodkowski
9. Benny Nilsson
10. Wesley Clovis
11. Dan Daley
12. Willow Banks
13. Joel Seabrook
14. Suzanna Carlton
15. Virginia Hayes
16. Dr. Griffin
17. Christian Troy II
18. Walter & Edith Krieger
19. Hiro Yoshimura

## Oglądalność w USA
Pierwszy sezon oglądało średnio 3,25 mln widzów, drugi - 3,8 mln, a trzeci 3,9 mln.
Odcinek „Bez skazy”, który zgromadził największą oglądalność w historii to ostatni odcinek trzeciego sezonu, który w USA przed telewizory przyciągnął 5,7 mln widzów, z czego 3 miliony stanowiły osoby w wieku 18-49 lat. Dzięki temu wynikowi „Bez skazy” stał się najchętniej oglądanym przez dorosłych serialem w historii telewizji kablowej. Premierowy odcinek trzeciego sezonu oglądało 3,7 miliona telewidzów.